# Eckhard Seeber
Eckhard „Ecki“ Seeber (* 29. September 1938, wahrscheinlich in Ohrdruf) ist ein deutscher Chauffeur, der von 1969 bis 2008 ausschließlich für Helmut Kohl arbeitete.

## Leben und Tätigkeit für Helmut Kohl
Seeber wurde in Thüringen geboren und wuchs in Neuburg an der Donau auf. Über einen nicht bekannten Zeitraum diente er bei den Fallschirmjägern der Bundeswehr. Danach arbeitete er als Chauffeur für einen Manager in Ludwigshafen und begegnete 1962 zum ersten Mal Helmut Kohl, damals stellvertretender Vorsitzender der CDU-Landtagsfraktion. Für ihn übernahm er von da an immer wieder Fahrdienste. Als Kohl 1969 Ministerpräsident von Rheinland-Pfalz wurde, machte er Seeber zu seinem offiziellen und hauptberuflichen Fahrer. Dies blieb er bis 2008, also bis ins Rentenalter und über Kohls Zeit als Politiker hinaus. Das Verhältnis zwischen den beiden Männern wird als freundschaftlich und sehr vertrauensvoll beschrieben. Seeber fuhr Helmut Kohl nicht nur, er begleitete ihn auch auf Staatsbesuchen und privaten Reisen. Als der ehemalige Bundeskanzler im Februar 2008 zu Hause stürzte und sich dabei schwer verletzte, rief er seinen (in unmittelbarer Nähe wohnenden) Chauffeur an, der sofort kam und alles Weitere veranlasste. Wenig später teilte Maike Kohl-Richter Seeber jedoch mit, dass er entlassen sei. Jeden Kontakt zwischen den beiden Männern unterband sie von da an. Seeber sah Helmut Kohl bis zu dessen Tod 2017 nur noch einmal. Anlass war ein offizieller Empfang der Stadt Ludwigshafen zu Kohls 80. Geburtstag. Nach eigenen Angaben brauchte Seeber drei Jahre, um diese menschliche Enttäuschung zu verwinden. In dieser Zeit habe er unter Schlaflosigkeit und psychosomatischen Beschwerden gelitten.
Seebers Ehefrau Hilde führte 30 Jahre den Haushalt der Familie Kohl. Im Juli 2001 fand sie Hannelore Kohl tot auf, die wenige Stunden vorher Suizid begangen hatte.
Hilde und Eckhard Seeber haben drei Kinder und leben nach wie vor in Ludwigshafen. 2017 war er wieder als Chauffeur tätig, nunmehr für ein privates Dienstleistungsunternehmen.